# Elisabeth Westman
Karin Elisabeth Westman (nascida em 17 de maio de 1966) é uma ex-ciclista sueca de ciclismo de estrada.
Westman competiu como representante de seu país, Suécia, na prova de estrada individual feminina nos Jogos Olímpicos de Verão de 1992 em Barcelona, terminando na vigésima sétima posição.